# Pavlivka, Krîvîi Rih
Pavlivka (în ucraineană Павлівка) este un sat în comuna Heikivka din raionul Krîvîi Rih, regiunea Dnipropetrovsk, Ucraina.

## Demografie
Componența lingvistică a localității Pavlivka
     Ucraineană (78,57%)
     Rusă (21,43%)
Conform recensământului din 2001, majoritatea populației localității Pavlivka era vorbitoare de ucraineană (78,57%), existând în minoritate și vorbitori de rusă (21,43%).